# Пономарьов Лев Олександрович
Ле́в Олекса́ндрович Пономарьо́в (2 вересня 1941, Томськ, РРФСР) — російський політичний і громадський діяч. Виконавчий директор загальноросійського руху «За права людини». Депутат національної асамблеї коаліції «Інша Росія». Член федеральної політради Об'єднаного демократичного руху «Солідарність». Депутат Державної думи РФ першого скликання.
Член Московської Гельсінкської групи.

## Громадянська позиція
У березні 2014 року, після російської інтервенції в Україну, разом із рядом інших відомих діячів науки та культури Росії висловив незгоду агресії Росії в Криму. Свою позицію він виклав у відкритому листі.
Наприкінці січня 2022 року разом із деякими іншими відомими вченими, письменниками, журналістами та правозахисниками Росії виступив проти можливої війни з Україною й підписав «Заяву прихильників миру проти Партії Війни в російському керівництві», яку було опубліковано на сайті видання «Ехо Москви».